# کالب بن یوفنا
کالِب بن یوفَنّا (عبری: כָּלֵב) شخصیتی است که در عهد عتیق به عنوان نماینده قبیله یهودا به او اشاره شده‌است. کالب بدون ذکر نام در قرآن نیز مورد اشاره قرار گرفته‌است. نام وی در ترجمه قدیمی کتاب مقدس به فارسی به صورت «کالیب بن یفُنَّه» آمده‌است.

## نام
بر اساس نوشته دائرةالمعارف یهودی نام کالب به معنی سگ می‌باشد که معادل کلب در زبان عربی است.

## در عهد عتیق
در عهد عتیق کالب بن یوفنا یکی از دوازده جاسوسی است که موسی برای بررسی سرزمین کنعان فرستاد. این داستان در کتاب اعداد فصل ۱۳ نقل شده‌است. در این بخش اشاره شده‌است که کالب بن یوفنا رئیس قبیله یهودا بود. در آیه ۳۰ این فصل نقل شده‌است که کالب به موسی می‌گوید: «و کالب در برابر موسی با مردم صحبت کرد و گفت بگذارید یکدفعه برویم و آن (زمین) را بگیریم زیرا ما قدرت چیره شدن بر آنان را داریم». در این قسمت کالب و یوشع بن نون مردم را به ایمان داشتن به خدا و وارد شدن به سرزمین موعود دعوت می‌کنند ولیکن ۱۰ جاسوس دیگر به مردم می‌گویند که برنده شدن در این جنگ غیرممکن است.
بعد از اینکه اسراییلیها وارد سرزمین می‌شوند کالب از یوشع بن نون درخواست می‌کند که به او یک کوه در سرزمین یهودا بدهد و یوشع او را برکت می‌دهد که نمایانگر برکت الهی است و هبرون را به او می‌بخشد؛ ولیکن چون بعداً هبرون به لاویان بخشیده می‌شود حومه هبرون به کالب می‌رسد. کالب اعلام می‌کند که دختر خود را به هرکسی که بتواند سرزمین دبیر را بگیرد می‌دهد. اوتنیل بن کناز که خواهر زاده کالب بود این کار را انجام می‌دهد و داماد او می‌شود.

## در قرآن
در سوره پنجم قرآن آیه ۲۰ تا ۲۶ داستان کالب بدون ذکر نام او نقل شده‌است. دو مردی که در این داستان مورد بحث قرار می‌گیرند کالب و یوشع هستند.